# Ruda (film)
Ruda (niem. Die Rote) – zachodnioniemiecko-włoski dramat filmowy z 1962 roku w reżyserii Helmuta Käutnera. Zdjęcia kręcono w Wenecji i Mediolanie.

## Fabuła
Franziska Lucas postanowiła wyjechać z Niemiec i porzucić mieszczańską egzystencję, powierzchowne małżeństwo, a także romans, który przeżywa. Aby sprostać temu celowi, wyjeżdża do Wenecji, gdzie znajduje pracę jako hotelowa pokojówka. Poznaje też byłego oficera brytyjskiego, który pragnie zemsty na Niemcach.

## Recenzje
Według historyczki kina Lotte H. Eisner, film jest zawstydzającym świadectwem upadku kina niemieckiego. 